# Chinazum Nwosu
Chinazum Ruth Nwosu, née le 29 décembre 1994, est une taekwondoïste nigériane.

## Carrière
Chinazum Nwosu est médaillée d'argent des moins de 53 kg aux Jeux africains de 2015 à Brazzaville, et médaillée de bronze dans cette même catégorie aux Championnats d'Afrique 2016 à Port-Saïd et aux Championnats d'Afrique 2018 à Agadir. Elle remporte la médaille d'or des moins de 53 kg aux Jeux africains de 2019 à Rabat. 
Elle obtient la médaille de bronze dans la catégorie des moins de 53 kg aux Championnats d'Afrique de taekwondo 2021 à Dakar. Aux Jeux africains de 2023 à Accra, elle est médaillée de bronze dans la catégorie des moins de 53 kg ainsi que par équipe.